# Beaufort-getijdenboek
Het Beaufort-getijdenboek is een getijdenboek dat in het bezit was van Margaret Beauchamp (1405-1482), hertogin van Somerset. Het boek kwam terecht bij Margarets dochter, Margaret Beaufort, gravin van Richmond en Derby. Het wordt nu bewaard in de British Library als Royal MS 2 A XVIII.

## Beschrijving
Het handschrift kwam in zijn huidige vorm tot stand gedurende de 15e eeuw. Het is samengesteld uit verschillende delen die in verschillende periodes gemaakt werden. Het vroegste gedeelte van het handschrift is een serie van 24 folia met suffragia tot de heiligen, afgebeeld in architectonische kaders. Dit onderdeel maakte oorspronkelijk deel uit van een psalter die in Engeland gemaakt werd en tussen 1410 en 1415 geïllustreerd werd door Vlaamse kunstenaars. Het originele psalter wordt nu bewaard in Rennes (Gemeentelijke bibliotheek MS. 22).
Het tweede deel (ff.25r-95v) is een getijdenboek gevolgd door een psalter (ff.96r-236r), dat gemaakt werd voor Margaret Beauchamp tussen 1425 en 1443.
Het handschrift bestaat uit 242 folia van perkament. De afmetingen zijn 215 x 150 mm. Het werd geschreven in het Latijn in een gotisch schrift in een kolom met 23 lijnen per blad. Het tekstblok meet 130 bij 85 mm. De litanie van alle heiligen (f73v-f74v) en f233v werd geschreven in twee kolommen. Enkele gebeden toegevoegd aan het einde van het psalter (f236v-f240v) zijn in het Oudengels.
In de kalender van het getijdenboek (ff. -33v) zijn notities bijgehouden met geboorte- en sterfdata van familieleden van de eigenaressen.
Het handschrift is eigenlijk een psalter-getijdenboek, maar in de literatuur wordt er altijd verwezen naar het Beaufort-getijdenboek.

## Geschiedenis
Het psalter waaruit de suffragia in het eerste deel afkomstig zijn werd gemaakt na 1401, het jaar waarin John of Bridlington heilig werd verklaard. Het was klaar voor 1415, want het bevat een memorandum over de Slag bij Azincourt in 1415 (f16v). Het werd misschien gemaakt in opdracht van John Beaufort, markies van Dorset en markies van Somerset, gehuwd met Margaret Holland. Nadien ging het handschrift waarschijnlijk over naar Anne van York, de echtgenote van Henry Holland, de zoon van John.
Het getijdenboek was origineel van Margaret Beauchamp (1405/1406-1482), hertogin van Somerset en dochter van John Beauchamp van Bletsoe en achtereenvolgens gehuwd met Sir Oliver St John, John Beaufort, en Lionel van Welles, 6e Baron van Welles. Het werd waarschijnlijk voor haar gemaakt voor 1443. In de kalender vinden we notities over de geboorte van haar dochter Margaret Beaufort in 1443 en over de dood van haar tweede echtgenoot John Beaufort (1404-1444), hertog van Somerset en zoon van John Beaufort, de markies van Dorset. Ook de aanstelling van haar dochter Margaret Saint John als abdis van Shaftesbury in 1460 is in de kalender genoteerd. Daarnaast bevat de kalender ook de overlijdensdata van de familie Grandison, verwant met Margaret via haar overgrootmoeder Sybil van Patshull, een dochter van Mabel Grandison. Dezelfde overlijdensberichten van de Grandisons vinden we ook terug op het schutblad van het eerste deel. Ook Margaret Beaufort noteerde data in de kalender, onder meer het overlijden van Catherine van Valois, de vrouw van Hendrik V van Engeland.

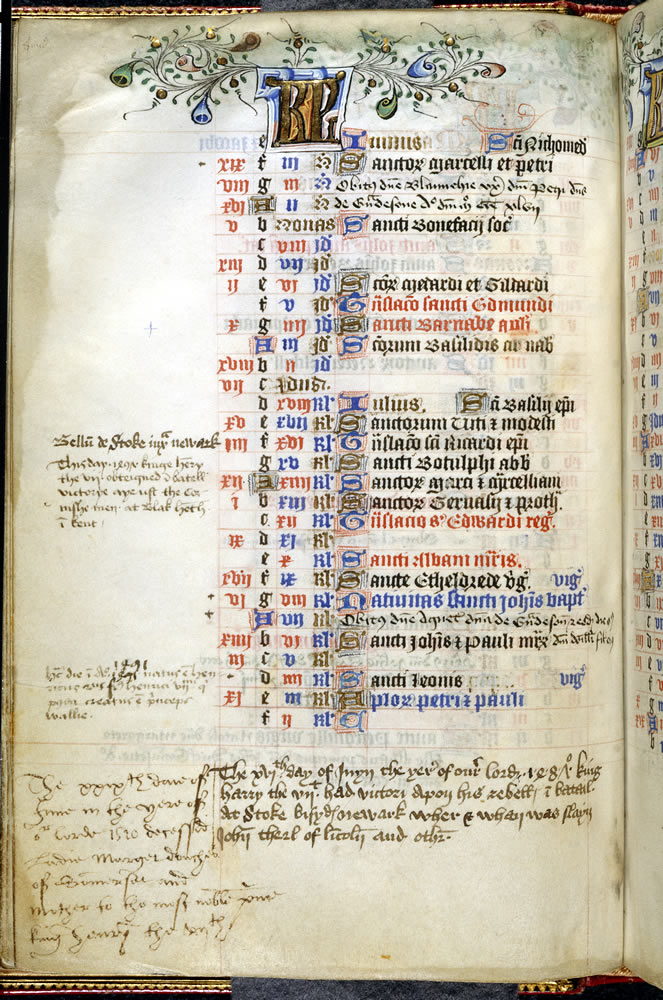
Beaufort getijden, f30v, kalenderbladzijde met notities

Het samengestelde boek was eigendom van Margaret Beaufort, de dochter van Margaret Beauchamp, die gehuwd was met Edmond Tudor (1430-1456) in 1455. Ze hertrouwde na diens dood in 1458 met Thomas Stanley. Zij noteerde in de kalender de geboorte van haar zoon met Edmond Tudor, de toekomstige Hendrik VII in 1456 (1457 volgens de moderne berekeningswijze), de dood van Edward IV in 1483 en de overwinning van Henri op Richard III in 1485 in de Slag bij Bosworth. Ook zijn kroning in 1485 en zijn huwelijk met Elizabeth van York in 1485 werden zorgvuldig genoteerd. De geboorte van hun kinderen Edmund, Maria, Margaret, Arthur en Henri werden eveneens ingeschreven. Ze ging verder met de veldslagen van Henri VII van 1487 en 1497 en met het huwelijk van prins Arthur met Catharina van Aragon in 1501. Ook de dood van Elizabeth van York in 1502 en het bezoek van Henri VII en Margaret, ondertussen de koningin van Schotland, op haar domein in Collyweston in 1503 werden genoteerd. Haar notities eindigden met de dood van haar man Thomas Stanley in 1505. Haar eigen overlijden in 1509 werd ook in de kalender genoteerd.

## Inhoud

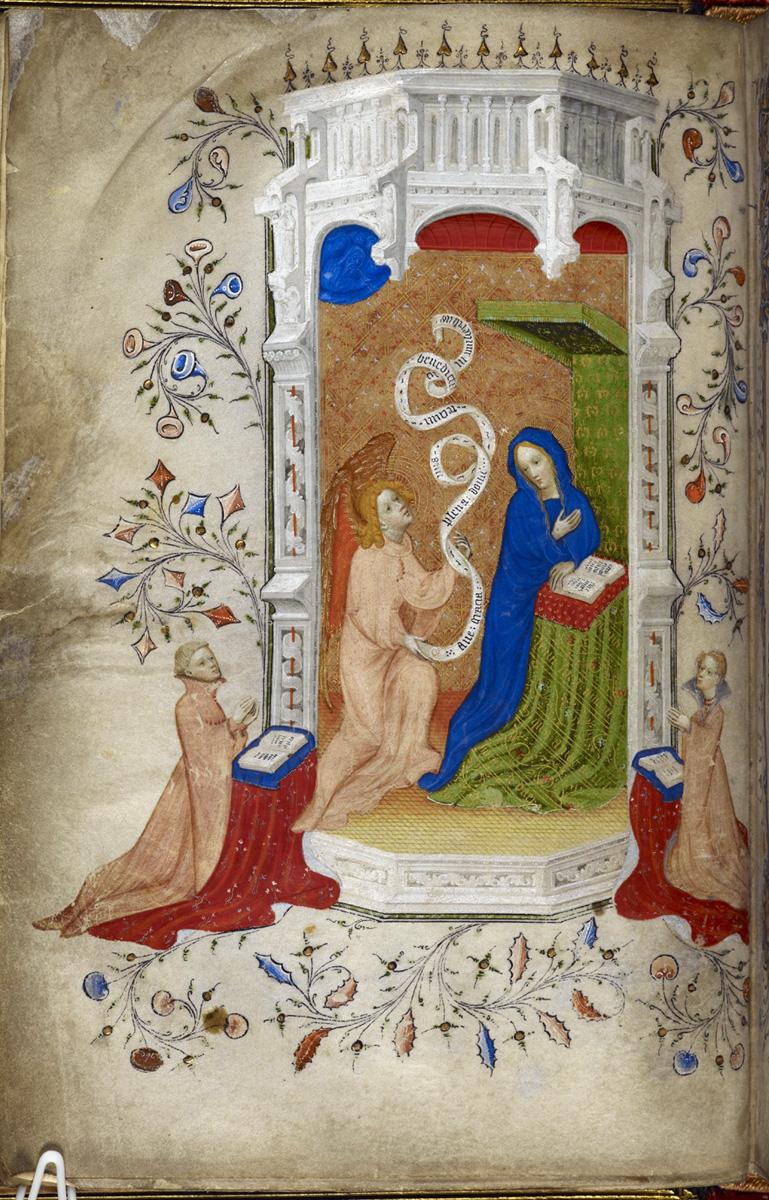
Beaufort getijden, annunciatie, f23v, Herman Scheerre

### Deel 1
- Op f1v en f2r zijn overlijdensdata van de Grandison familie opgenomen, naast drie medische recepten.
- op f3r-f24r vinden we gebeden tot Johannes de Doper, Jacobus de Meerdere, Sint-Joris, de heilige Antonius, John of Bridlington, de heilige Franciscus, Sint-Christoffel, de heilige Anna, de heilige Catharina, de heilige Margareta, de heilige Barbara en Maria Magdalena. De serie wordt afgesloten met een miniatuur van de annunciatie en een bijhorende tekst.

De gebeden worden telkens voorafgegaan door een bladgrote miniatuur met een afbeelding van de heilige. De annunciatieminiatuur op f23v zou het werk zijn van Herman Scheerre, de andere worden toegewezen aan een Brugse kunstenaar met de noodnaam de ‘Meester van de Beaufort heiligen’.

### Deel 2

#### Inhoud
- f25r: Gebed tot Sint-Christoffel
- f26r: Gebed tot de bewaarengel
- ff. 28r-33v: Kalender
- ff. 34r-f63v: Kleine Officie van Onze Lieve Vrouw
- ff. 64r-65v: De Zeven Vreugden van Maria
- ff.66r-73r: De Boetepsalmen en graduaalpsalmen
- ff.73v-77v: Litanie van alle Heiligen
- ff.78r-95v: Dodenofficie
- ff. 96r-236r Psalter met kantieken en litanie

#### Miniaturen
- f25r: Kleine miniatuur van 12 lijnen hoog, met een voorstelling van de H. Christoffel die het Kind Jezus over een rivier draagt.
- f26r: kleine miniatuur van 11 lijnen hoog, met een dame in gebed voor haar beschermengel
- f34r Halfbladminiatuur: de annunciatie; versierde initiaal met dame in gebed
- Op de aanvangspagina’s van de afzonderlijke uren (f34r: metten, f39r: lauden, f50r: priem, f53r: terts, f55r: sext, f57r: none, f59r: vespers, f61r: completen) begint de tekst met een grote, met florale motieven versierde initiaal, van acht lijnen hoog. Aan de initiaal ontspringen ranken die uitgewerkt worden links, onder en boven de tekst. Doorheen de tekst beginnen belangrijke secties eveneens met een versierde initiaal van drie lijnen hoog, eveneens uitgewerkt met ranken. De versalen beginnen met een versierde initiaal van een lijn hoog beurtelings in het blauw en rood.
- f66r: Versierde initiaal met Christus als rechter op het einde der tijden.
- f78r: Versierde initiaal met een afbeelding van het dodenofficie
- f96r: Kleine miniatuur van 13 lijnen hoog met Boom van Jesse
- ff. 96r-236r: Psalter en kantieken werden versierd zoals het getijdenboek maar zonder miniaturen op de beginpagina na (f96r). Het psalmboek is onderverdeeld volgens de zogenaamde achtvoudige verdeling, naar de zeven beginpsalmen voor de metten van zondag tot zaterdag (1, 26, 38, 52, 68, 80 en 97) en de beginpsalm bij de vespers op zondag (psalm 109). De eerste psalm van elke sectie (zie lijst hieronder) begint met een versierde initiaal van zeven lijnen hoog die uitloopt in een volledige omkadering van het tekstblok.
  - 114r psalm 26 Dominus illuminatio mea
  - 126r psalm 38 Dixi custodiam
  - f137v psalm 52 Dixit insipiens
  - f149v psalm 68 Saluum me fac deus
  - f164v psalm 80 Exultate deo
  - f177v psalm 97 Cantate dominum canticum novum
  - f191v psalm 109 Dixit dominus domino

De miniaturen in dit gedeelte worden toegeschreven aan de Londense kunstenaar William Abell.